# Hymn Etiopii
Wodefit Gesgeshi, Widd Innat Ityopp’ya ("Naprzód krocz, droga Matko Etiopio") – hymn państwowy Etiopii. Słowa ułożył Derje Melaku Mengesha (ur. 1957), zaś muzykę napisał Solomon Lulu Mitiku (ur. 1950). Hymn został przyjęty w 1992 r.

## Oficjalne słowa amharskie
የዜግነት ክብር በ ኢትዮጵያችን ፀንቶ
ታየ ህዝባዊነት ዳር እስከዳር በርቶ
ለሰላም ለፍትህ ለህዝቦች ነፃነት
በእኩልነት በፍቅር ቆመናል ባንድነት
መሰረተ ፅኑ ሰብዕናን ያልሻርን
ህዝቦች ነን ለስራ በስራ የኖርን
ድንቅ የባህል መድረክ ያኩሪ ቅርስ ባለቤት
የተፈጥሮ ፀጋ የጀግና ህዝብ እናት
እንጠብቅሻለን አለብን አደራ
ኢትዮጵያችን ኑሪ እኛም ባንቺ እንኩራ።

## Transkrypcja oficjalnych słów
Yäzêgennät Keber Bä-Ityopp’yachchen S’änto
Tayyä Hezbawinnät Dar Eskädar Bärto
Läsälam Läfeteh Lähezboch Näs’annät
Bä’ekkulennät Bäfeqer Qomänal Bä’andennät
Mäsärätä S’enu Säbe’enan Yalsharen
Hezboch Nän Läsera Bäsera Yänoren
Denq Yäbahel Mädräk Yä’akuri Qers Baläbet
Yätäfät’ro S’ägga Yäjägna Hezb Ennat
Ennet’äbbeqeshallän Alläbben Adära
Ityopp’yachchen nuri Eññam Banchi Ennekura

## Przekład na język polski
Szacunek dla obywatelstwa jest wielki w Naszej Etiopii;
Widoczna duma narodowa jaśnieje z jej krańca na kraniec.
Dla pokoju, sprawiedliwości, wolności ludów,
W obliczu równości i miłości trwamy zjednoczeni.
Zdecydowani budować nie wyrzekamy się człowieczeństwa;
Jesteśmy ludźmi, którzy żyją dzięki pracy
Wspaniała nasza tradycja, pani chwalebnego dorobku,
Matka czystej cnoty i wartościowych ludzi.
Naszym obowiązkiem jest chronić Cię;
Żyj Nasza Etiopio! I pozwól nam być dumnymi z Ciebie!